# Scrophularia alpestris
Scrophularia alpestris är en flenörtsväxtart som beskrevs av Claude Gay och George Bentham. Scrophularia alpestris ingår i släktet flenörter, och familjen flenörtsväxter. Inga underarter finns listade i Catalogue of Life.